# 佳能IXUS 850 IS

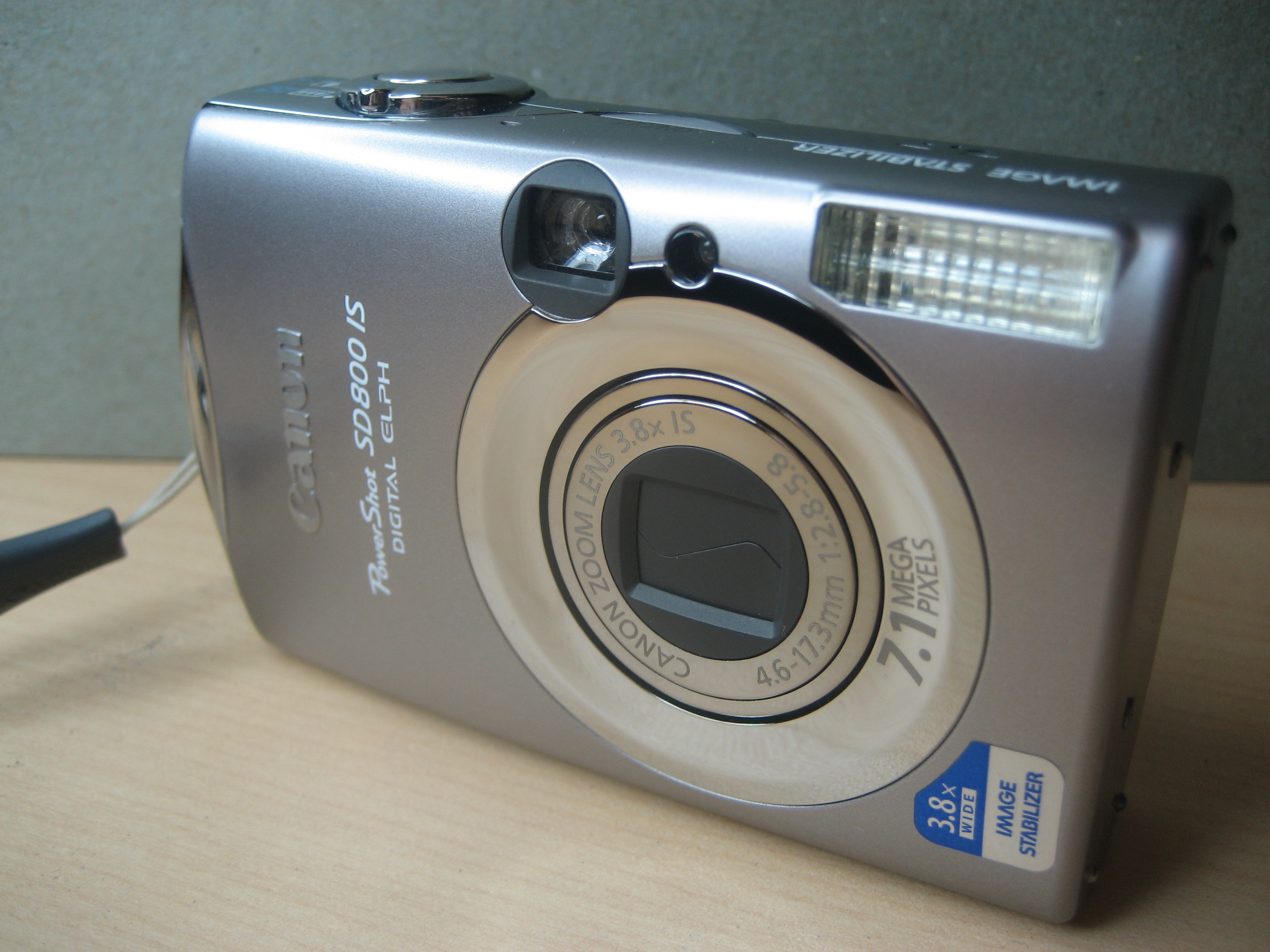
Canon PowerShot SD 800 IS

IXUS 850 IS是佳能IXUS系列（Canon Digital IXUS）第一台具備廣角(28mm)的相機，亦為IXUS 800 IS之後繼機種。主要特色有：DiGic III影像處理引擎、700萬像素、IS(Image Stabilizer)光學防手震系統、臉部自動辨識、207,000像素，2.5 吋液晶螢幕。